# Boğazkaya, Aydıncık
Boğazkaya là một xã thuộc huyện Aydıncık, tỉnh Yozgat, Thổ Nhĩ Kỳ. Dân số thời điểm năm 2010 là 94 người.